# Hasegawa Nobukata
Hasegawa Nobukata est un peintre japonais des XVIe – XVIIe siècles. Ses dates de naissance et de décès ainsi que ses origines, ne sont pas connues. On sait qu'il est actif à la fin du XVIe et au début du XVIIe siècles.

## Biographie

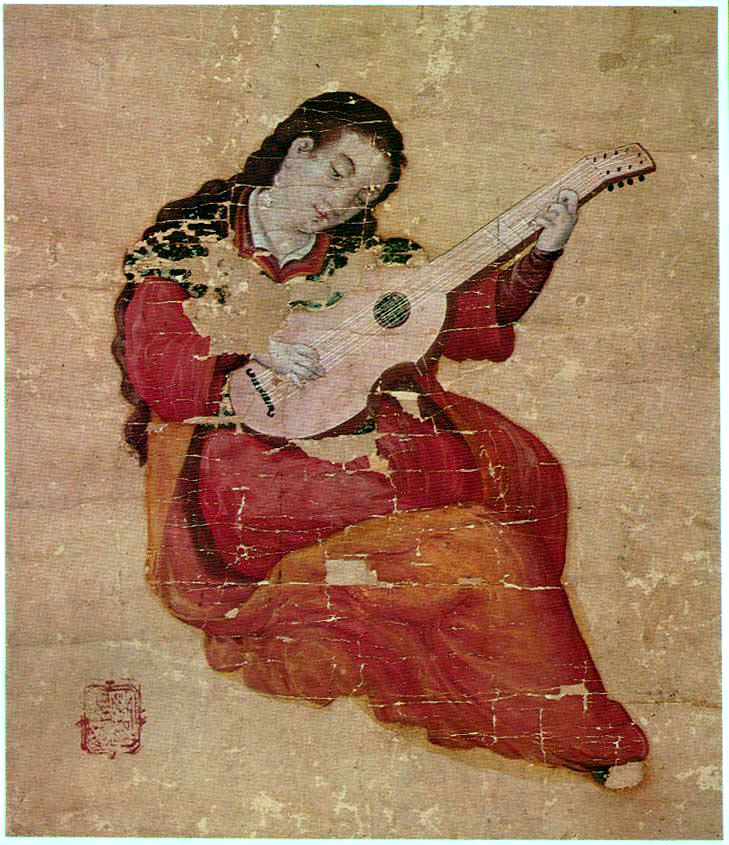
Peinture attribuée à Nobukata, basée sur la marque de signature rouge.

Nobukata est un peintre très peu connu si ce n'est que plusieurs tableaux portent sa signature, à l'époque même où les japonais ont leur premier contact avec l'art occidental introduit par les missionnaires chrétiens. Les œuvres de cet artiste portent donc le témoignage de la première influence occidentale sur l'art nippon sans être bien proche de la perfection: perspective souvent inexacte, composition décousue, persistance d'éléments orientaux s'accordant mal avec les innovations européennes.

Par contre, on retrouve souvent dans les détails la délicatesse de la sensibilité japonaise et les visages ont souvent une expression charmante. Cela fait donc regretter à T. Akiyama « que cet effort pour introduire les apports européens dans les techniques traditionnelles ait été interrompu, sans laisser aucune trace ni aucune influence sur le courant principal de la peinture japonaise ».

## Introduction de l'art occidental au Japon
Le premier contact des japonais avec l'art occidental se fait avec l'arrivée des missionnaires chrétiens. Dans le cadre du programme d'expansion de l'Église catholique à l'époque des Grandes découvertes, le fervent Jésuite Saint François Xavier débarque en 1549 à Kagoshima. Cette nouvelle doctrine de Salut Suprême charme immédiatement l'âme des japonais, assombris et troublés par les guerres civiles continuelles.
C'est Oda Nobunaga qui, dès son entrée à Kyoto en 1568, accorde son patronage aux missionnaires, ouvrant ainsi la voie à une période prospère pour le christianisme japonais. S'ensuit la construction d'églises. En 1581, on compte déjà cent cinquante mille chrétiens, plus de cent églises et au moins soixante-quinze missionnaires. Il va sans dire que les peintures à l'huile ou les gravures dont ont toujours besoin les églises catholiques sont d'abord importées d'Europe en nombre considérable.
Cependant, cet apport de l'art occidental est étouffé avant de s'épanouir. Les efforts déployés pour déraciner par des moyens sanglants le christianisme au Japon aboutissent à la révolte tragique de vingt-cinq mille fidèles qui soutiennent une résistance héroïque au petit Château de Hara en 1637-1638. Du point de vue purement artistique, ces témoignages de la première influence de l'art occidental peut être considéré comme un échec, mais l'élan est donné. Il fallait plus de temps aux artistes nippons pour assimiler la technique ou plutôt l'esthétique occidentale, qui diffère si profondément de la leur. On peut donc regretter que cet effort pour introduire les apports européens dans les techniques traditionnelles, que l'on retrouve dans les tableaux de Hasegawa Nobukata, est interrompu.

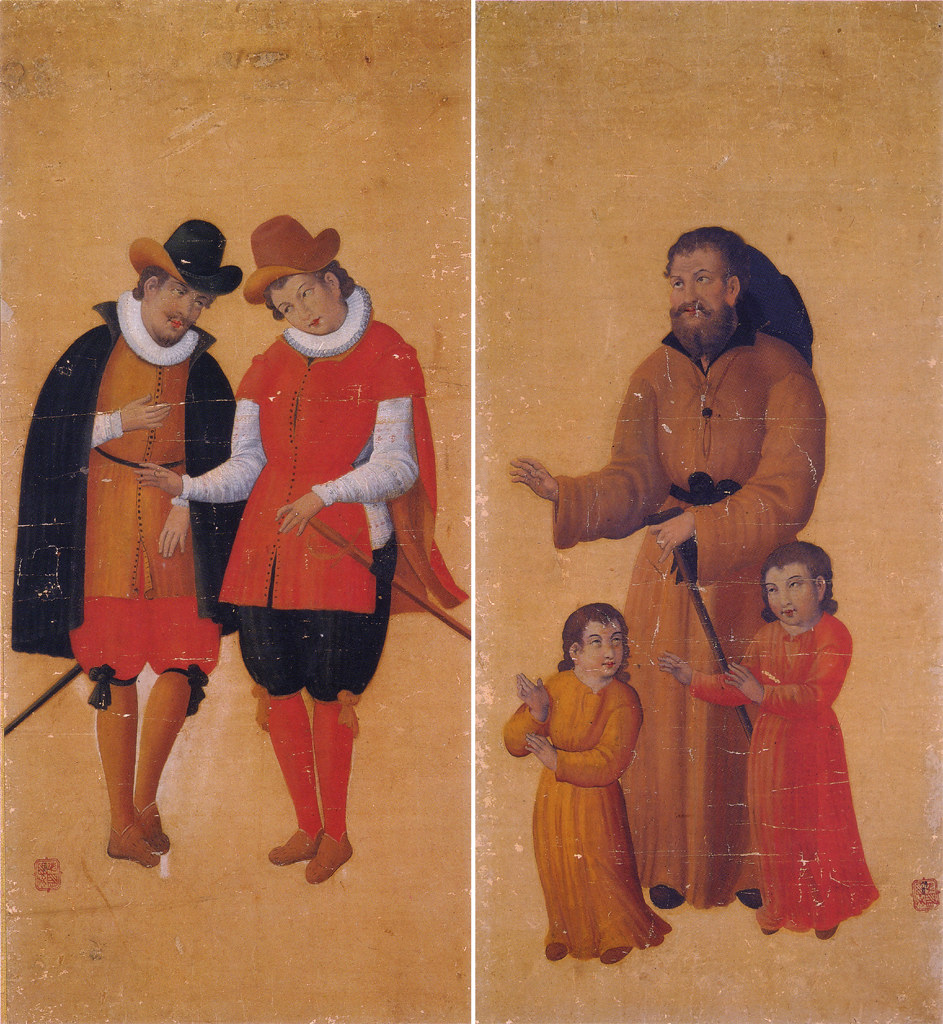
Deux tableaux de Nabukata : Deux guerriers (à gauche). Maître et deux enfants (à droite).
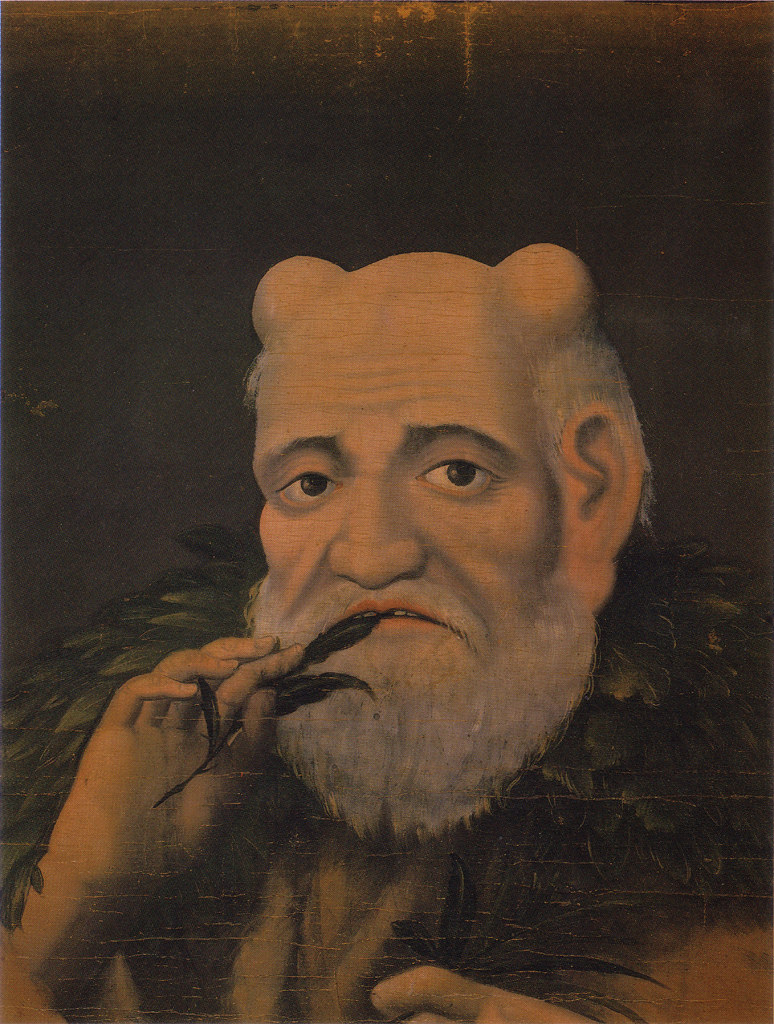
Dieu chinois Shennong, par Nobukata
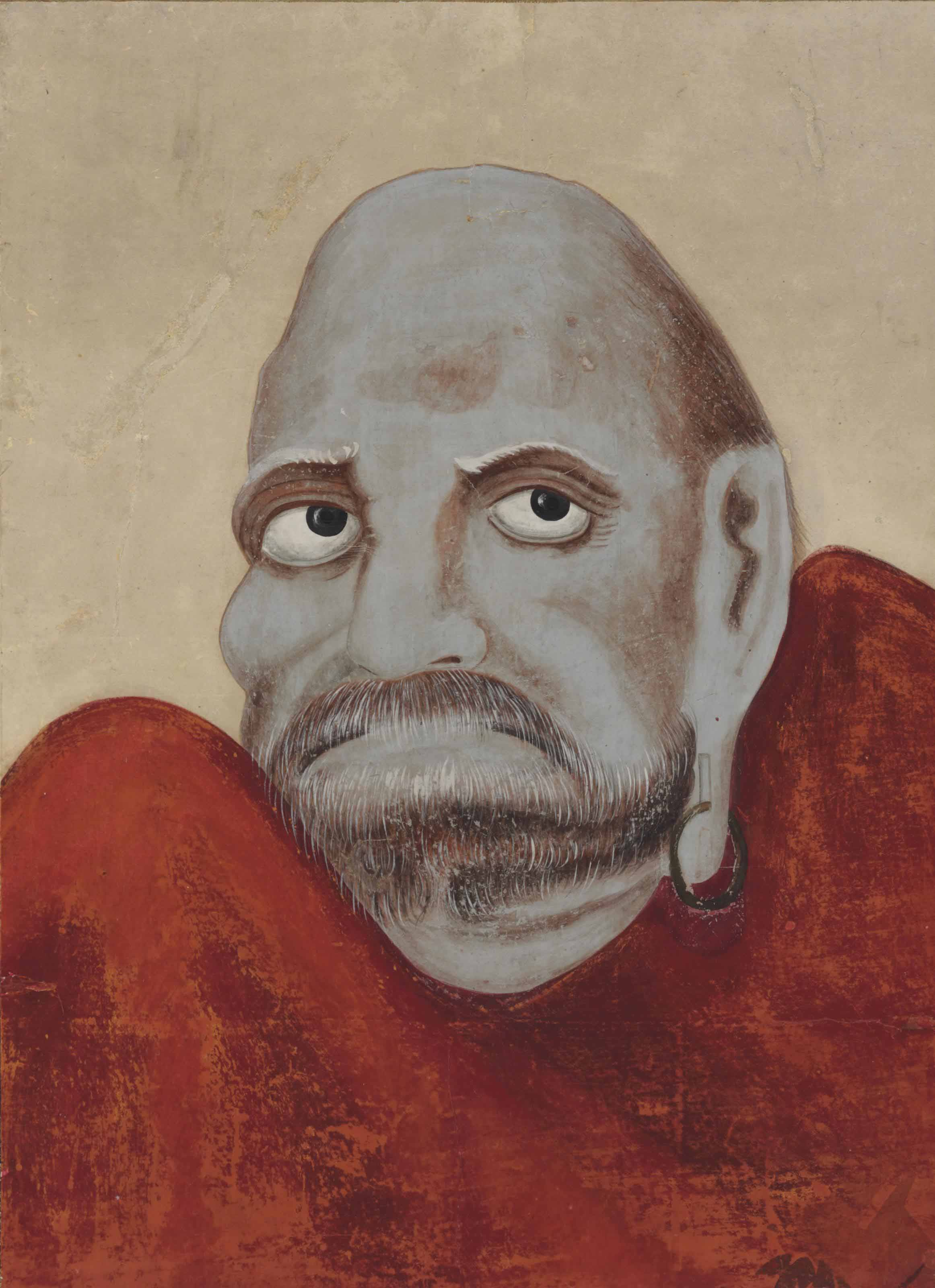
Daruma ou Bodhidharma, une peinture attribuée à Hasegawa Nobukata.